# Мойка (фильм)
«Мойка» (англ. The Wash) — комедия DJ Pooh, стилизованная под хип-хоп, главных героев которой играют Dr. Dre и Snoop Dogg. В фильме также появились такие известные рэперы, как Эминем, Ludacris и Xzibit. Фильм вышел 16 ноября 2001 года и собрал по всему миру $10,3 млн.

## Сюжет
Ди Лок и Шон — два соседа по комнате, находятся в безнадежной нужде наличных денег. Чтобы заплатить за комнату и машину Шона, они решают устроиться на работу в местную мойку, управляемую сварливым мистером Вашингтоном. Казалось, что это великолепное решение — получать плату, чтобы охотиться на дам, впечатлять Вашингтона и делать все, чтобы дело было прибыльным. Но все шло хорошо, пока Ди не завел грязные делишки с уличными шустрилами. Шон уже готов поставить крест на их дружбе.
А когда похитили мистера Вашингтона, эти двое забыли о разногласиях, так как им пришлось делать все, для того, чтобы разыскать своего босса.

## Саундтрек
1. «On the Blvd.» — Dr. Dre при участии Snoop Dogg (продюсер Dr. Dre и Jelly Roll) — 4:28
2. «Benefit of the Doubt» — Truth Hurts при участии Shaunta (продюсер Mel-Man) — 4:50
3. «Blow My Buzz» — D12 (продюсер Eminem и Jeff Bass) — 5:08
4. «Bring 2» — Bilal (продюсер James Poyser и Vikter Duplaix) — 4:20
5. «Bad Intentions» — Dr. Dre при участии Knoc-turn’al (продюсер Mahogany и Dr.Dre) — 3:02
6. «Get Fucked Up With Me» — Xzibit (продюсер J. Jackson) — 4:35
7. «My High» — Yero (продюсер Bryan-Michael Cox, Co-Lab-O и Jason Rome) — 3:35
8. «Holla» — Busta Rhymes (продюсер Dr. Dre) — 4:02
9. «Bubba Talk» — Bubba Sparxxx (продюсер Timbaland) — 3:48
10. «Good Lovin» — Shaunta (продюсер Hi-Tek) — 3:39
11. «Riding High» — Daks при участии R.C. (продюсер Focus) — 4:15
12. «Gotta Get Dis Money» — Soopafly (продюсер Soopafly) — 4:51
13. «Don’t Talk Shit» — Ox (продюсер Megahertz) — 4:23
14. «Everytime» — Toi (продюсер Soopafly)- 4:05
15. «Str8 West Coast» — Knoc-turn’al (продюсер Dr. Dre) — 2:54
16. «No» — Joe Beast (продюсер Mel-Man) — 3:34
17. «The Wash» — Dr. Dre при участии Snoop Dogg (продюсер Dr. Dre и DJ Pooh) — 3:20

## В ролях
- Dr. Dre — Шон
- Snoop Dogg — Ди Лок
- Джордж Уоллас — мистер Вашингтон
- Eminem — Крис
- Том Листер — Вэйе
- Лэмонт Бентли — горячая штучка
- Деметриус Наварро — Хуан
- Truth Hurts — Викки
- Анджела Конуэлл — Антионетт
- Bruce Bruce — ДеУэйн
- DJ Пух — Слим
- Шон Фонтено — Фейс

В эпизодах
- Томми Чонг — связной Ди Лока
- Kurupt — маньяк
- Ludacris — покупатель
- Шакил О’Нил — Норман
- Поли Шор — парень в багажнике
- Xzibit — Уэйн, клиент мойки
- Julio G — камео
- Daz Dillinger — покупатель наркотиков
- Bad Azz — покупатель наркотиков
- Мартин Лоуренс — покупатель наркотиков
- Sharif — араб
- Nandi — камео